# تریسر (شخصیت اورواچ)
تِرِیسِر (به انگلیسی: Tracer) با نام اصلی کالانا اوکسن (به انگلیسی: Lena Oxton) شخصیت قابل بازی است که در بازی ویدیویی اورواچ حضور دارد و توسط بلیزارد انترتینمنت طراحی و ساخته شد. تریسر نخستین بار در پیش پرده سینماتیک اورواچ در بلیزکان ۲۰۱۴ دیده شد. او بعداً در به روزرسانی آوریل ۲۰۱۶ برای عنوان دیگر شرکت بلیزارد به اسم قهرمانان طوفان به عنوان یک شخصیت قابل بازی معرفی شد. همچنین او در انیمیشن‌ها و رسانه‌های ادبی مرتبط با اورواچ ظاهر می‌شود.
تریسر که اصالتاً بریتانیایی است، شخصیتی به شدت سرحال و پرانرژی دارد. در بازی، تریسر از سلامتی کمی برخوردار است، اما بخاطر توانایی‌های خود از جمله دورنوردی و سفر در زمان، تحرک زیادی دارد. بر اساس داستان بازی، توانایی‌های تریسر ناشی از تصادفی بود که باعث شد وی نتواند شکل فیزیکی خود را در زمان حال حفظ کند تا اینکه وینستون (یک میمون دانشمند در بازی اورواچ) شتاب‌دهنده زمانی را برای تریسر اختراع کرد، دستگاهی که به او امکان می‌دهد چارچوب زمانی خود را کنترل کند.
تریسر یکی از شناخته شده‌ترین شخصیت‌های اورواچ است به طوری که در فیلم‌های تبلیغاتی و جلد بازی حضور دارد. همچنین یکی از ژست‌های پیروزی او در بازی مورد اعتراض کاربران و جلب توجه رسانه‌ها قرار گرفت. برخی طرفداران بخاطر برجستگی باسن او شرکت بلیزارد را به استفاده پورنوگرافی از زنان متهم کردند در نتیجه بلیزار این ژست را حذف کرد.

## توسعه و طراحی

### گیم پلی و تصویر
تریسر یکی از اولین دوازده شخصیت اورواج بود که در بلیزکان سال ۲۰۱۴ معرفی شد. از مدل شخصیت درون بازی او می‌توان به شلوارهای نارنجی تنگ، عینک محافظ و کفش‌های شبیه مارک کفش Crocs اشاره کرد. طراحی او بر اساس بازی ای از پروژه لغو شده بلیزارد، به اسم تایتان است. کارگردان وقت بازی جف کپلان گفت که یک کلاس به اسم Jumper در بازی تایتان به تریسر کنونی تبدیل شد چون بلیزارد به ایجاد کلاس‌های عمومی و ایجاد شخصیت‌های متفاوت توجه دارد. کلاس جامپر در بیشتر کارهای هنری مفهومی (کانسپت هنری) و نسخه قابل بازی آن به صورت مردانه به تصویر کشیده شد. مانند تریسر در اورواچ، جامپر به توانایی‌های Blink و Recall و همچنین بمب Pulse و تپانچه‌های ماشینی دو دست مجهز بود. طراحی تپانچه‌های تریسر از اسلحه‌های G18 در ندای وظیفه: جنگاوری نوین ۲ الهام گرفته شده‌است.

طراحی تریسر زیر نظر جف گودمن، طراح ارشد قهرمان اورواج قرار گرفت. تریسر اولین قهرمان طراحی شده برای بازی بود که برای آزمایش گیم پلی نسخه پایه مورد استفاده تیم قرار گرفت. آرون کپلر، دستیار کارگردان بازی اورواچ گفت Temple of Anubis اولین نقشه ساخته شده برای بازی بود و به‌طور همزمان روی نقشه و تریسر کار شد. او گفت: «روزی هر دو (نقشه و تریسر) را در آنجا پیاده کردیم و فقط با تریسر در اطراف یک نقشه ناتمام دور می‌زدیم… باحال بود بود». کلر اشاره کرد که برخلاف دیگر شخصیت‌ها، در طول توسعه بازی سه توانایی تریسر حفظ شد ولی در اواخر مراحل بسته شدن بتا بازی، میزان سلامتی وی کاهش یافت. 

مقایسه ژست پیروزی اصلی تریسر (چپ) و نسخه تغییر یافته آن (راست)

در فوریه سال ۲۰۱۶ و پس از پایان بتا، ژست پیروزی و دیگر وسایل تزئینی به شخصیت تریسر اضافه شد. در مارس ۲۰۱۶، یک کاربر تریسر را به «یک سمبل جنسی بدنام» تشبیه کرد و پس از آن موجب جنجال بین کاربران شد. آن پست باعث جلب توجه رسانه‌ها نیز شد. جف کپلان (کارگردان وقت بازی) با ارسال پستی عذرخواهی کرد و تأکید کرد که آنها نمی‌خواستند «باعث شوند کسی احساس ناراحتی، کم ارزشی یا نمایش بد کند». این تصمیم با واکنش‌های مختلف بازیکنان روبرو شد.
مانند دیگر شخصیت‌های اورواچ، تریسر در طول توسعه اورواچ ۲ مورد بازطراحی قرار گرفت.

### داستان و شخصیت
در بیوگرافی خیالی یلیزاد نام واقعی تریسر کالانا اوکسن با ۲۶ سال سن و پایگاه عملیاتی او به عنوان لندن، انگلیس ذکر شده‌است.
تریسر یک ماجراجو و نماینده سابق گروه اورواچ است. تریسر به مهارت خلبانی معروف است و پس از عضویت در نیروی هوایی سلطنتی انگلیس، جوانترین فردی شد که تاکنون در برنامه پرواز آزمایشی اورواچ قرار گرفته‌است. او برای آزمایش Slipstream، نمونه اولیه یک جنگنده از راه دور، انتخاب شد. در حین پرواز آزمایشی، ماتریس حمل و نقل Slipstream از کار افتاد و تریسر مرده اعلام شد. ولی بعداً او زنده پیدا شد ولی جریان زمان برای او ناهماهنگ بود و مانع از حفظ فرم فیزیکی اش می‌شد تا اینکه دانشمندی به نام وینستون شتاب‌دهنده زمانی را برای او اختراع کرد که به تریسر امکان کنترل جریان زمان خودش را می‌دهد. این وقایع در دوره ای است که سازمان اورواج به‌طور گسترده‌ای مورد اعتراض و انتقاد عموم قرار گرفته‌است. با توجه به لهجه اصیل انگلیسی تریسر، کارا تئوبولد صداپیشگی او را بر عهده گرفت.

## گیم‌پلی

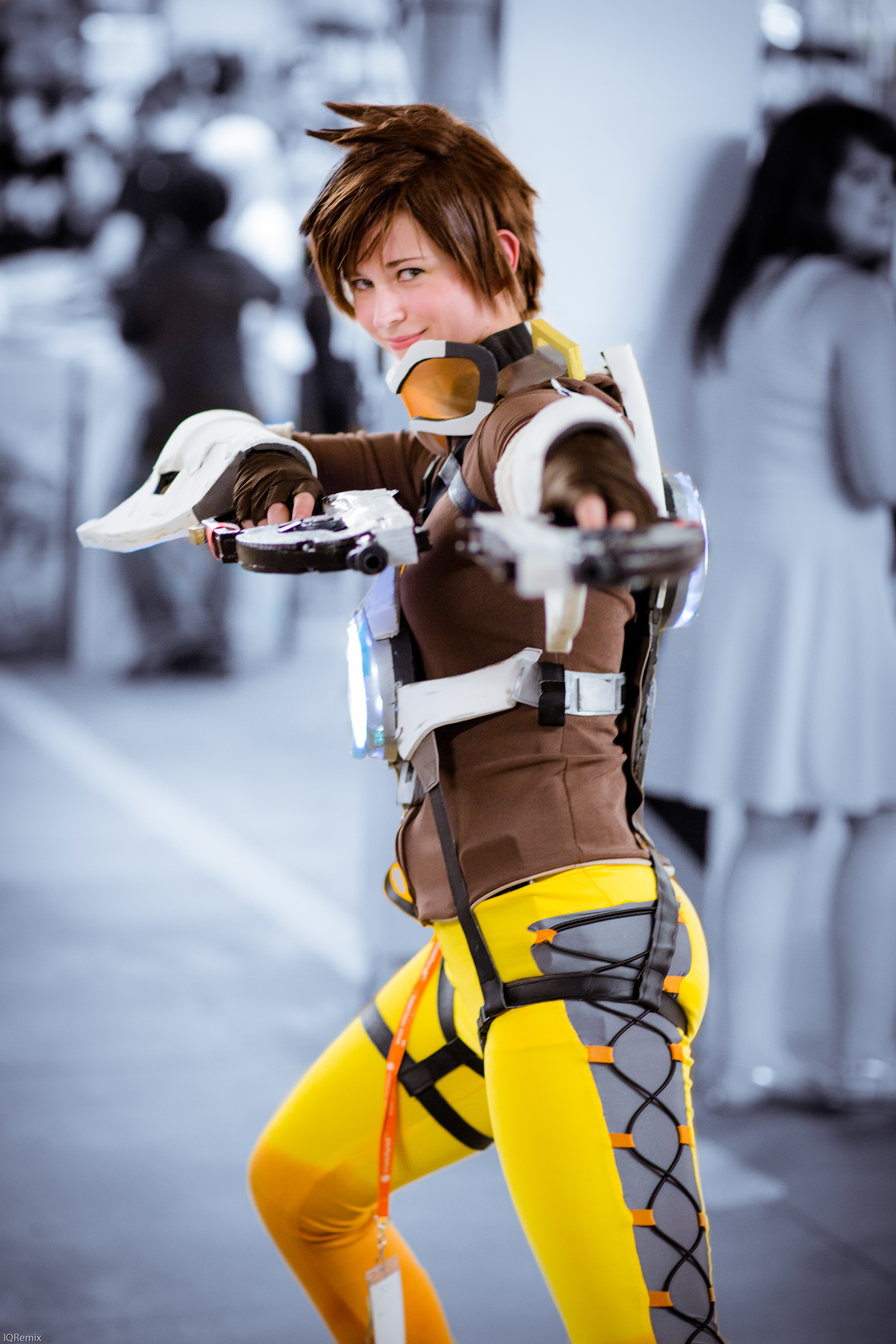
یک کازپلی از تریسر در سال ۲۰۱۶

در بازی اورواچ، تریسر به عنوان یک شخصیت «حمله» طبقه‌بندی می‌شود. سطح دشواری او دو ستاره (متوسط) است. او مجهز به تپانچه‌های دو پالس است که به سرعت بارگیری می‌شود و در دامنه کوتاه سریعاً به دشمن آسیب می‌رساند. او سریعترین شخصیت کل بازی است. سرعت سریع او یکی از بهترین امتیازات او است ولی برای تیم حریف آزار دهنده توصیف می‌شود. اگرچه تریسر سریع‌ترین است ولی کمترین میزان سلامتی را در بازی دارد. توانایی BLINK او، که همراه با سه بار است، اجازه می‌دهد تا در یک فاصله کوتاه جابه‌جا شود. بازیکن نیاز دارد که صبر کند تا هر Blink دوباره شارژ شود. توانایی برگشت به تریسر اجازه می‌دهد تا سه ثانیه قبل به موقعیت خود برگردد، سلامتی خود را بازنشانی کند و اسلحه خود را دوباره بارگیری کند. توانایی ultimate تریسر یک «نبض» است. یک بمب چسبنده که قبل از انفجار به سطح اول یا هیرویی که می‌خورد می‌چسبد و به حریف آسیب می‌رساند.